# Kerchak
Kerchak è un personaggio immaginario del romanzo Tarzan delle Scimmie, e dei film tratti da questo, compreso il classico Disney.  È uno scimmione mangano (specie inventata, ribattezzata "grandi scimmie" nella traduzione italiana), nel cui branco cresce Tarzan.

## Romanzo
Kerchak è il capo della sua tribù di scimmie mangani nella foresta pluviale africana, vicino alla zona costiera (appartenente all'Angola, sul finire del XIX secolo), che dà sull'Atlantico. Brutale e crudele, è spesso soggetto ad attacchi d'ira ed è temuto da tutti gli animali (comprese femmine e piccoli della sua specie) tranne da Tantor l'elefante; in una di queste sfuriate, provoca la fuga di Kala, una scimmia del branco, il cui cucciolo le cade da un albero, morendo. Intanto i coniugi Greystoke, cioè gli inglesi coloniali John William e Alice, dopo essere stati abbandonati dall'equipaggio, arrivano nella foresta dove costruiscono una capanna. Qui un mangano attacca Alice, che ha da poco partorito e riesce a salvarsi uccidendo la scimmia, ma morendo poi lei stessa per un infarto. Kerchak, per vendicarsi, parte con i mangani all'assalto della capanna ed uccide brutalmente Lord Greystoke, lacerandolo e squartandolo, ma il neonato viene salvato da Kala, che vuole adottarlo come figlio dopo aver perso il suo scimmiotto a causa dell'attacco d'ira di Kerchak. Il neonato viene chiamato Tarzan, anche se Kerchak e Tublat (il compagno di Kala, violento come il capobranco) non lo vedono di buon occhio. Mentre Tarzan cresce, impara a difendersi da Kerchak e dagli altri mangani con l'uso dei lacci di liane e di un coltello, che ha recuperato dalla capanna; con l'arma uccide Tublat che aveva attaccato Kala, la quale voleva difendere Tarzan dall'assalto del compagno. Tuttavia Tarzan non riesce ad impedire ai nativi Uasiri di uccidere sua madre adottiva, perciò li stermina per vendetta, ed usando le frecce avvelenate che ha rubato loro, uccide la sua nemica Sabor, la leonessa. Quando Tarzan mostra il cadavere della belva ai mangani, Kerchak infuriato lo sfida, ma finisce ucciso dal coltello di Tarzan e quest'ultimo diviene così re delle scimmie, vendicando a sua insaputa suo padre e tutti i cuccioli di scimmia morti.

## Film
Kerchak appare anche nei numerosi film dedicati al romanzo, ma a volte sostituito. In tutti i film è sempre brutale e crudele, tranne nella versione Disney e nel film "Greystoke - La leggenda di Tarzan, il signore delle scimmie" del 1984.

### Versione Disney

Kerchak nella versione Disney

Nella versione cinematografica disneyana del 1999, Kerchak, come tutto il suo branco, non è un mangano, ma semplicemente un gorilla; essendo assente Tublat, è lui il padre adottivo di Tarzan. Non è l'antagonista animale ed è diverso di carattere: è un buon capo per i suoi gorilla e protegge maschi, femmine e cuccioli con tutte le sue forze, anche a rischio di essere travolto dagli elefanti. Ha un'indole molto austera, ed anche se lo dimostra poco , è anche molto altruista. Kala è la sua compagna ed hanno avuto un figlio, il quale viene però ucciso dal leopardo Sabor, vero antagonista animale, che uccide anche i genitori del neonato Tarzan, appena naufragati lì. A inizio film lo si vede giocare serenamente col figlio, mostrando di essere stato più felice una volta, ma la sua morte ha cambiato completamente il suo carattere rendendolo chiuso, freddo e severo tanto che non riesce a considerare Tarzan come proprio figlio. Quando Kala, dopo uno scontro con Sabor, trova Tarzan, Kerchak non lo accetta come nuovo arrivato ma, per mitigare il dolore della sua compagna e sostituire il loro cucciolo morto, acconsente. Durante i 20 anni di crescita di Tarzan, Kerchak è sempre molto duro nei suoi confronti anche se tuttavia sembra cambiare opinione quando Tarzan uccide in duello il leopardo Sabor. Ma quando vede arrivare nella giungla dei nuovi umani, diventa ostile ed intima a Tarzan di stare lontano da loro. Quando scopre che Tarzan ha portato i tre umani (Jane, suo padre e Clayton, antagonista umano) alla sua tana lo accusa di aver tradito la famiglia. Clayton, ingannando Tarzan, arriva ad attaccare i gorilla per ingabbiarli e venderli al mercato nero per arricchirsi. Ma Tarzan, Jane, suo padre e gli animali combattono i bracconieri di Clayton e liberano Kerchak e gli altri gorilla. Ma nel tentativo di proteggere Tarzan, Kerchak viene fucilato dal malvagio Clayton. Dopo il duello tra Tarzan e Clayton, in cui quest'ultimo muore accidentalmente, Kerchak, ormai morente per lo sparo, accetta finalmente Tarzan come figlio e gli affida la sicurezza del branco, nominandolo nuovo capo dei gorilla. Dopo la sua morte, Tarzan deciderà di rimanere in Africa per i gorilla, così Jane sceglierà di rimanere con lui lì ed anche suo padre decide di restare in Africa.

#### Altre apparizioni disneyane
Kerchak appare anche nel midquel Tarzan 2, quando Tarzan è ancora adolescente e minorenne.
Compare nella serie TV La leggenda di Tarzan, ma solo durante flashback o ricordi, poiché essa funge da sequel al primo film: in questa serie si vede anche che Kerchak esiliò un gorilla crudele, Tublat (nel romanzo originale il vero compagno di Kala), ed ora che non c'è più, Tublat torna alla carica per prendere il suo posto. Qui Tarzan replica in qualche modo Kerchak poiché in un episodio Jane vuole adottare un cucciolo di leopardo e lui si oppone, come Kerchak si oppose all'adozione di Tarzan stesso da parte di Kala.
Nel film del 2013, Kerchak ha un ruolo quasi marginale, e compare per poco tempo; all'inizio è il benevolo capobranco dei gorilla di montagna, e un suo simile, Tublat (che in questa versione è l'antagonista minore anziché l'opposto) lo sfida al fine di decidere chi sarà il maschio alfa. Inizialmente è Kerchak ad avere la meglio, ma appena si volta verso il branco il suo rivale lo colpisce in testa con un masso, uccidendolo.